# 菅原文
菅原文（すがわらあや）は、日本の女性声優。

## 経歴
日本ナレーション演技研究所に入学。在学中『アニメExpress〜ギャラクシー・ネットワーク〜』のアニメ情報コーナーの担当を務めていた。また、『さくらももこ劇場 コジコジ』においてテル子の役にも抜擢された。

## 出演作品

### テレビアニメ
- さくらももこ劇場 コジコジ（1997年 - 1999年、テル子、魚）

### 劇場アニメ
- スプリガン（声）

### ラジオ
- アニメExpress〜ギャラクシー・ネットワーク〜（TBSラジオ）

| スタブアイコン | サブスタブ | この項目は、まだ閲覧者の調べものの参照としては役立たない、声優（ナレーターを含む）に関連した書きかけの項目です。この項目を加筆・訂正などしてくださる協力者を求めています（P:アニメ/PJ:芸能人）。 |